# Letras solares y letras lunares

Las letras solares (en rojo) y lunares (en negro) en árabe.

Las letras solares (en árabe, حروف شمسية ḥurūf šamsiyya; en maltés, konsonanti xemxin) y las letras lunares (en árabe, حروف قمرية ḥurūf qamariyya; en maltés, konsonanti qamrin) son una división que se hace de las consonantes de los alfabetos árabe y maltés, en función de la asimilación de la pronunciación de los artículos determinados al- (ال) en el árabe e il- en el maltés al añadirse a palabras que empiezan por consonantes de uno u otro grupo.

## Terminología
Se le llama letra solar porque el ejemplo clásico que ilustra en las gramáticas árabe y maltesa este fenómeno es el de la palabra الشمس al-šams (‘el sol’), que se pronuncia /aʃ.ʃams/; e ix-xemx (‘el sol’), que se pronuncia /iʃ.ʃemʃ/. Del mismo modo se le llama letra lunar porque el fenómeno se ilustra tradicionalmente con la palabra القمر al-qamar (‘la luna’) e il-qamar (‘la luna’).

## Norma básica
Cuando va seguida de una letra solar, la /l/ del artículo determinado árabe al- o maltés il- se asimila a la consonante inicial de la siguiente palabra, lo que da como resultado una consonante doble. Por ejemplo, en árabe النِّيل al-Nīl (‘el Nilo’) se pronuncia [an.nīl], no [al.nīl]; en maltés, el Reino Unido sería ir-Renju Unit, no *il-Renju Unit.
Cabe destacar que las letras solares siempre representan consonantes coronales, tanto en el árabe como en el maltés (salvo la ġ, que a pesar de ser una consonante coronal, no es una letra solar).

## Lengua árabe

### Letras solares

El mundo árabe.

Son solares catorce de las veintiocho letras del alfabeto árabe: tāʾ (ﺕ), ṯāʾ (ﺙ), dāl (ﺩ), ḏāl (ﺫ), rāʾ (ﺭ), zāī (ﺯ), sīn (ﺱ), šīn (ﺵ), ṣād (ﺹ), ḍād (ﺽ), ṭāʾ (ﻁ), ẓāʾ (ﻅ), lām (ﻝ) y nūn (ﻥ). Al añadir el artículo determinado al- (que se une a la palabra que determina) a una palabra que empieza por letra solar, la letra lām (ل) del artículo enmudece y se duplica el sonido de la letra solar que sigue. En la práctica, es como si la lām cambiase su sonido por el de la letra solar. 
De este modo, las palabras التون al-tūn (‘el atún’) se pronuncia [at.tūn] y الزيت al-zayt (‘el aceite’) se pronuncia [az.zayt], etc. En la transcripción latina se puede mantener la lām del artículo o substituirla por la letra solarizada. El árabe dialectal a veces solariza otras letras.
De este fenómeno queda constancia en muchas palabras tomadas del árabe en español y otras lenguas. Por ejemplo, además de las mencionadas atún y aceite, también tenemos:
- azúcar < السُكَّر al-sukkar, pronunciado [as.suk.kar].
- azora < السُّورَة al-sūra, pronunciado [as.sū.ra]; en el español moderno, sura, del árabe سورة, sūra, sin el artículo al-.
- Abderramán < عبد الرحمن ʿAbd al-Raḥmān, pronunciado [ab.du ar.rah.ma.n].

Una excepción es la palabra Aldebarán, que aunque viene de un término que empieza por letra solar (en árabe, الدبران al-dabarān, ‘la que sigue’, pronunciado [ad.da.ba.rān]), mantiene la lām porque pasó a las lenguas europeas desde el árabe escrito, que no refleja el cambio de pronunciación.

### Letras lunares
Son lunares las restantes catorce letras del alfabeto árabe: ʾalif (ﺍ), bāʾ (ﺏ), ǧīm (ﺝ), ḥāʾ (ح), ḫāʾ (ﺥ), ʿayn (ﻉ), ġayn (ﻍ), fāʾ (ﻑ), qāf (ﻕ), kāf (ﻙ), mīm (ﻡ), hāʾ (ﻩ), wāw (ﻭ) y yāʾ (ﻱ). Al añadir el artículo determinado a una palabra que empieza por alguna de estas letras, la lām (ل) ni la letra lunar cambian de sonido. 

#### Laǧīm(ﺝ)
La ǧīm (ﺝ) es la quinta letra del alfabeto árabe, dicha letra se pronuncia de manera diferente dependiendo de la región del hablante. En muchas regiones representa una consonante coronal como [d͡ʒ] o [ʒ]. Pero en el árabe clásico, representaba una oclusiva velar sonora palatalizada /ɡʲ/ o una oclusiva palatal sonora /ɟ/ (y una pronunciación contemporánea como [ɡ] o [ɟ] se conserva en Egipto, Sudán y el sur de Yemen y Omán). Como resultado, fue clasificada como una letra lunar y no asimila el artículo determinado en árabe clásico. Sin embargo, en algunos dialectos del árabe marroquí y del árabe palestino, la ǧīm se asimila como una letra solar, por ejemplo, ij-jamal en vez de al-jamal (الْجَمَل, ‘el camello’).
Asimismo, en algunos dialectos árabes palestinos, el artículo determinado al- ante una consonante enfática sólo se asimila en lugar de articularse pero no en la faringalización, de ahí tenemos, por ejemplo, it-ṭāwila en lugar de aṭ-ṭāwila (الطَّاوِلَة, ‘la mesa’).

## Lengua maltesa

### Letras solares

La República de Malta (verde obscuro) en la Unión Europea (verde claro).

Son solares nueve de las veinticuatro consonantes que conforman el alfabeto maltés: ċ, d, n, r, s, t, x, ż y z. Estas letras solares se asimilan con el artículo determinado il- de la siguiente manera: iċ-, id-, in-, ir-, is-, it-, ix-, iż- e iz-. 
La l- del artículo determinado il- generalmente se asimila ante consonantes coronales, a excepción de la ġ: il- + dawl > id-dawl (‘la luz’); pero il- + ġnien > il-ġnien (‘el jardín’). Sin embargo, si el artículo determinado viene exactamente después de una palabra que termina en vocal, la /i/ inicial del artículo siempre se elide, como en r-repubblika (‘la república’). Asimismo, si una palabra comienza con dos consonantes, el artículo determinado utilizado es la consonante l-, pero se añade una i- al principio de la palabra: il- + skola > l-iskola (‘la escuela’), il- + Żvezja > l-Iżvezja (‘la Suecia’), il- + lsien > l-ilsien (‘la lengua’), il- + xkupilja > l-ixkupilja (‘el cepillo’). 
Igualmente el artículo determinado il- se escribe como una sola palabra con las preposiciones b(i) (‘con’, ‘por’), f(i) (‘en’), għal (‘a’, ‘para’), lil (‘para’), minn (‘de’), ma’ (‘junto con’) y ta’ (‘de’), como en fil-ġnien (‘en el jardín’), mal-mara (‘con la mujer’) y tax-xemx (‘del sol’). 

### Letras lunares
Son lunares catorce de las restantes veinticuatro letras: b, f, ġ, g, h, ħ, j, k, l, m, p, q, v y w; además del dígrafo għ. Si una palabra comienza con alguna de las letras lunares, el artículo determinado il- no se asimila. 